# Зеленов, Лев Александрович
Лев Алекса́ндрович Зеле́нов (19 июля 1933 года, с. Сарлей, Дальнеконстантиновский район, Горьковский край, СССР — 9 сентября 2021 года, Нижний Новгород, Россия) — советский и российский философ

, специалист по эстетике, социальной философии и социологии, поэт. Создатель и руководитель научной школы «Методология человековедения»

## Биография
Родился 19 июля 1933 года в селе Сарлей Дальнеконстантиновского района Горьковского края.
В 1956 году окончил философский факультет ЛГУ имени А. А. Жданова.
В 1963 году окончил философскую аспирантуру Томского государственного университета.
В 1963—1969 годах работал ассистентом, старшим преподавателем и доцентом на кафедре философии Горьковского политехнического института.
В 1965 году в Горьковском государственном университете имени Н. И. Лобачевского защитил диссертацию на соискание учёной степени кандидата философских наук по теме «Эстетическая объективация».
С 1969 года — профессор кафедры философии и политологии Нижегородском государственном архитектурно-строительном университете. В 1991—2011 годах заведовал этой кафедрой. Также был заведующим кафедрой эстетики и дизайна.
В 1972 году в Уральском государственном университете имени А. М. Горького защитил диссертацию на соискание учёной степени доктора философских наук по теме «Структура эстетической деятельности: (Методологический анализ проблемы)» (специальность 09.00.04 — «Эстетика»).
Член редакционной коллегии научного журнала «Приволжский научный журнал»

## Награды
- Заслуженный работник высшей школы Российской Федерации

## Научные труды

### Монографии
- Зеленов Л. А., Кеда Е. К. Всё знать, всё уметь?! : о всестороннем развитии человека. — Горький : Волго-Вят. кн. изд., 1966. — 96 с.
- Зеленов Л. А. Процесс эстетического отражения. — М. : Искусство, 1969. — 175 с. ;
- Зеленов Л. А. Курс лекций по основам эстетики. Горький, 1974;
- Зеленов Л. А. Методологические проблемы эстетики. [В соавт.]. М., 1982;
- Зеленов Л. А., Фролов О. П. Дизайн и система управления качеством. — Горький : Горьков. обл. совет НТО, 1987. — 45,[3] с.
- Зеленов Л. А. Становление личности. / Волго-Вятское отд-ние Сов. социологической ассоциации АН СССР. — Горький : Волго-Вятское кн. изд-во, 1989. — 168 с. ;
- Зеленов Л. А., Норенков С. В., Фролов О. П. Научно-технический прогресс и комплекс архитектонических искусств. — Горький : Горьков. обл. орг. СНИО СССР, 1989. — 47,[1] с.
- Зеленов Л. А. Система философии. — Н. Новгород : Нижегород. гос. ун-т им. Н. И. Лобачевского, 1991. — 128 с. ISBN 5-230-04064-5;
- Зеленов Л. А. Методология человековедения. Н.Новг., 1991;
- Зеленов Л. А. Антропономия (общая теория человека). Н.Новг., 1991;
- Зеленов Л. А. Четыре лика философии : Учеб. пособие. — Н. Новгород : Нижегор. коммер. ин-т, 1999. — 53 с.;
- Зеленов Л. А. Социология города. М., 2000;
- Зеленов Л. А. История и теория дизайна. Н.Новг., 2000;
- Зеленов Л. А. Основы философии. [В соавт.]. М., 2000;
- Зеленов Л. А. Основы социологии. [В соавт.]. М., 2000.
- Зеленов Л. А. Введение в общую методологию. Монография. — Н. Новгород: Гладкова О. В., 2002.
- Зеленов Л. А. Историческая логика эстетики: (Биография эстетических идей). Ч. 1. — Нижний Новгород : Издатель Гладкова О. В., Нижегородский гос. архитектурно-строит. ун-т, 2002. — 150 с. — ISBN 5-93530-043-5
- Зеленов Л. А. Правда о коммунизме : (науч.-попул. этюды). — Н. Новгород : Гладкова О. В., Нижегор. гос. архитектур.-строит. ун-т, Общерос. акад. человековедения, 2004. — 160 с. : ил., табл. ISBN 5-93530-093-1
- Зеленов Л. А. Итоги научной деятельности Нижегородского Философского клуба. — Н.Новгород : ИП Гладкова О. В., Общероссийская акад. человековедения, Нижегородский Философский клуб. — 50 с. : ил., табл. ISBN 5-93530-165-2
- Зеленов Л. А. Собрание сочинений : в 4-х томах: Философия. Социология. Антропономия. Эстетика
  - Т. 1: Философия. — 2006. — 171 с. : ил. ISBN 5-93530-177-6 (т. 1)
  - Т. 2: Социология. — 2006. — 143 с. : ил. ISBN 5-93530-178-4 (т. 2)
  - Т. 3: Антропономия. — 2006. — 243 с. ISBN 5-93530-179-2 (т. 3)
  - Т. 4: Эстетика. — 2006. — 249 с. : ил. ISBN 5-93530-180-6 (т. 4)
- Зеленов Л. А. Сумма методологии. — Нижний Новгород : Гладкова О. В., Нижегородский гос. архитектурно-строит. ун-т, Общественная акад. человековедения, Нижегородский филос. клуб, 2007. — 147 с. : ил., табл. ISBN 978-5-93530-186-6
- Зеленов Л. А., Владимиров А. А., Степанов Е. И. Современная глобализация (социально-философское исследование). Монография. — Н. Новгород: ВГАВТ, 2007. — 207, [1] с. : ил., табл.
- Зеленов Л. А. Мера человека : монография. — Нижний Новгород : «Издательский салон» ИП Гладкова О. В., Общероссийская акад. человековедения, Научно-образовательный центр «Новация». 2009. — 124 с. : ил. ISBN 978-5-93530-254-2
- Зеленов Л. А., Балакшин А. С., Владимиров А. А. Системно-типологический анализ культуры. Монография. — Н. Новгород: ВГАВТ, 2009.
- Зеленов Л. А., Лысяк В. Л. Философские этюды. Беседы с учителем : монография. — Нижний Новгород : Нижегородская правовая акад., Общероссийская акад. человековедения, Науч.-образовательный центр «Новация», 2009. — 215 с.: ил., табл. ISBN 978-5-8263-0116-6
- Зеленов Л. А., Лысяк В. Л. Забытый Маркс и проблемы системологии. — Нижний Новгород : Нижегородская правовая академия, Общероссийская акад. человековедения, Научно-образовательный центр «Новация», 2009. — 79, [1] с. : ил. ISBN 978-5-8263-0134-0
- Зеленов Л. А., Смирнов А. Н., Лысяк В. Л. Система социальной экологии. — Н. Новгород: ООО "Издательство «Дятловы горы», 2010.
- Зеленов Л. А., Балакшин А. С., Владимиров А. А. Современная глобализация : состояние и перспективы. / Международная ассоц. конфликтологов, Общероссийская акад. человековедения, Волжская гос. акад. водного трансп. — М.: URSS, 2010. — 298 с. : ил., табл. ISBN 978-5-9710-0270-3
- Зеленов Л. А., Балакшин А. С., Владимиров А. А. Прикладная культурология. — Н. Новгород: ВГАВТ, 2010. — 167 с. : ил., табл.
- Зеленов Л. А. Социальные константы: монография. — Нижний Новгород : Изд. Гладкова, Общероссийская академия человековедения, Науч.-образовательный центр «Новация», Нижегородский философский клуб, 2010. — 54 с. : табл. ISBN 978-5-93530-309-9
- Зеленов Л. А., Зеленов П. Л., Владимиров А. А. Многомерная типология науки: монография. /Федеральное агентство морского и речного трансп., Волжская гос. акад. водного трансп. — Нижний Новгород : ВГАВТ, 2010. — 131 с. : ил.
- Зеленов Л. А., Зеленов П. Л., Владимиров А. А. Философские проблемы модернизации: монография. — Нижний Новгород : Изд-во ФБОУ ВПО «ВГАВТ», 2011. — 182 с. : ил.
- Зеленов Л. А., Владимиров А. А. Антропономия: интегральная наука о человеке: монография / Федеральное агентство морского и речного трансп., Федеральное гос. образовательное учреждение высш. проф. образования «Волжская гос. акад. водного трансп.», Общероссийская акад. человековедения [и др.]. — Нижний Новгород : Гладкова О. В., 2011. — 141 с. : ил.
- Зеленов Л. А., Зеленов П. Л., Владимиров А. А. Многомерная типология науки: монография. /Федеральное агентство морского и речного трансп., Волжская гос. акад. водного трансп. — Нижний Новгород : ВГАВТ, 2011. — 179 с. : ил.
- Зеленов Л. А., Балакшин А. С., Владимиров А. А. Философия культуры [Текст] : монография. — Нижний Новгород : Изд-во ВГАВТ, 2012. — 482 с. : ил.
- Зеленов Л. А. Как не ломалась сталь: социальная автобиография. — Дзержинск: ОАЧ, НФК, Изд-во «Конкорд», 2017. — 105 с.

### Учебные пособия
- Зеленов Л. А. История и теория дизайна: учеб. пособие. — Нижний Новгород : Изд-во Нижегор. гос. архитект.-строит. ун-та, 2000. — 46 с. — ISBN 5-87941-132-X
- Зеленов Л. А. Социология города : Учеб. пособие для вузов. — М.: : Владос, 2000. — 192 с. — ISBN 5-691-00424-7
- Зеленов Л. А. Система эстетики. Учебное пособие. — Н. Новгород-М.: ННГАСУ, РАО, 2004.
- Зеленов Л. А., Владимиров А. А., Щуров В. А. История и философия науки : учеб. пособие для магистров, аспирантов и соискателей вузов. — Н. Новгород: ВГАВТ, 2004. — 245, [1] с. : ил.;
  - Ч. 2: Философские проблемы социально-гуманитарных наук. — 2005. — 120, [2] с.
- Зеленов Л. А., Владимиров А. А., Щуров В. А. История и философия науки: учеб. пособие. — М.: Флинта : Наука, 2008. — 472 с. — ISBN 978-5-9765-0257-4 (Флинта). — ISBN 978-5-02-034746-5 (Наука)
- Зеленов Л. А., Владимиров А. А., Щуров В. А. История и философия науки: учебное пособие. — 2-e изд., стереотип. — М.:: Флинта : Наука, 2011. — 471, [1] с. : ил., табл. ISBN 978-5-9765-0257-4 (Флинта)
- Зеленов Л. А., Балакшин, А. А., Владимиров А. А. Основы философии : учебное пособие. — Нижний Новгород : ННГАСУ, 2012. — 231 с. : ил. ISBN 978-5-87941-832-3
- Зеленов Л. А., Владимиров А. А. Общая теория мировоззрения. — Н. Новгород: ВГУВТ, ОАЧ, 2017.

### Статьи
- Зеленов Л. А., Макарычев С. П. Экстраполяция и эксперимент // Вопросы философии. — 1967. — № 4. — С. 87—96.
- Зеленов Л. А., Созонтов Г. М. Некоторые закономерностях художественного творчества // Философские науки. — 1972. — № 1. — С. 36-44.

### Научная редакция
- Методология и теория деятельности : Тез. докл. к X межзон. симпоз. / [Науч. ред. Л. А. Зеленов]. — Горький : Горьков. обл. совет НТО, Волго-Вят. отд-ние Филос. о-ва СССР, Горьков. обл. орг. о-ва «Знание», 1982. — 202 с.
- Система культуры личности и её значение для научно-технического прогресса : Тез. докл. к XIII межзон. симпоз. [27-30 мая 1985 г. / Редкол.: Л. А. Зеленов (отв. ред.) и др.]. — Горький : Горьков. обл. совет НТО, Горьков. инж.-строит. ин-т им. В. П. Чкалова, Пробл. группа «Всесторон. развитие личности», Головной совет по науч. коммунизму Минвуза РСФСР, Волго-Вят. отд-ние Сов. социол. ассоц., Горьков. обл. орг. о-ва «Знание», 1985. — 182 с.
- Научно-технический прогресс и закономерности развития советского общества : Тез. докл. XV межзон. симпоз. / [Редкол.: Л. А. Зеленов (отв. ред.) и др.]. — Горький : Горьков. инж.-строит. ин-т, Горьков. обл. совет НТО, Сов. социол. ассоц. АН СССР, Филос. о-во СССР АН СССР, Горьков. обл. орг. о-ва «Знание», Горьков. филос. клуб Дома ученых, 1987. — 226,[6] с.
- Человек в системе ускорения социально-экономического развития советского общества : Тез. докл. к III Поволж. социол. чтениям / [Редкол.: Л. А. Зеленов (отв. ред.) и др.]. — Горький : Сов. социол. ассоц. АН СССР, Волго-Вят. отд-ние ССА АН СССР, Поволж. отд-ние ССА АН СССР, Горьков. отд. ИСИ АН СССР, 1987. — 119,[4] с.
- Научно-технический прогресс и всестороннее развитие личности, коллектива, региона : Тез. докл. XVI межзон. симпоз. / [Редкол.: Л. А. Зеленов (отв. ред.) и др.]. — Горький : Горьков. обл. совет НТО, Филос. о-во СССР, Сов. социол. ассоц. АН СССР, Волго-Вят. отд-ние ССА АН СССР, Горьков. обл. орг. О-ва «Знание», Горьков. филос. клуб, 1988. — 220,[1] с.; 20 см.
- Человек в системе НТП : (Тез. докл. к XVII межзон. симпоз.) [27-30 мая 1990 г. / Редкол.: Л. А. Зеленов (отв. ред.) и др.]. — Горький : Филос. о-во СССР АН СССР, Волго-Вят. отд-ние ССА, Горьков. обл. орг. СНИО СССР, Горьков. обл. орг. о-ва «Знание», Горьков. филос. клуб «Универсум», 1989. — 234,[6] с.
- Человек — мера всех вещей : [Тез. докл. к симпоз. / Редкол.: Л. А. Зеленов (отв. ред.) и др.]. — Горький : Филос. о-во СССР, Волго-Вят. отд-ние ССА АН СССР, Горьков. обл. орг. СНИО СССР, Горьков. обл. орг. о-ва «Знание», Горьков. филос. клуб, 1990. — 242,[1] с.;
- Законы развития человеческого общества : Пятая Международ. Нижегор. ярмарка идей 30 Акад. симпоз. / [Редкол.: Зеленов Л. А. и др.]. — Н. Новгород : Изд. Гладкова О. В., 2002. — 410 с. ISBN 5-93530-044-3
- Проблемы взаимодействия этнических культур: история и современность : материалы докладов Восьмой межвузовской конференции по культурологии / [редкол.: Л. А. Зеленов и др.]. — Нижний Новгород : Гуманитарно-худож. ин-т, 2002 (обл. 2003). — 135, [3] с. : ил., табл.
- Законы педагогической сферы общества : Шестая Междунар. Нижегор. Ярмарка идей : 31 акад. симпоз. : [Материалы] / [Редкол.: Л. А. Зеленов (пред.) и др.]. — Н.Новгород : Гладкова О. В., 2003. — 468 с. ISBN 5-93530-065-6 (в обл.)
- Законы управленческой сферы общества : Седьмая. междунар. ярмарка идей, 32 Акад. Симп. ; [редкол.: Зеленов Л. А. (пред.) и др.]. — Н. Новгород : Гладкова, 2004. — 380 с. ISBN 5-93530-094-X
- Законы экономической сферы общества : [Девятая междунар. нижегор. ярмарка идей : 34 акад. симп.] / [редкол.: Зеленов Л. А. (пред.) и др.]. — Нижний Новгород : Гладкова О. В., 2006. — 413 с. ISBN 5-93530-153-9
- Субетто А. И. Ноосферизм : сочинения : в 13 томах : к 70-летию автора / под ред. Л. А. Зеленова. — СПб. : Астерион ; Кострома : Изд-во Костромского гос. ун-та им. Н. А. Некрасова, 2006. ISBN 5-7591-0737-2
- Законы научной сферы общества : [10 Международная Нижегородская Ярмарка идей : 35 Академический симпозиум] / [редкол.: Зеленов Л. А. (пред.) и др.]. — Нижний Новгород : Изд. Гладкова О. В., 2007. — 333 с. : ил., табл. ISBN 978-5-93530-194-1
- Законы медицинской сферы общества : Двенадцатая Международная Нижегородская ярмарка идей : 37 Академический симпозиум / Нижегородский гос. архитектурно-строит. ун-т [и др.]; [редкол.: Зеленов Л. А. (пред.) и др.]. — Нижний Новгород : Изд. Гладкова О. В., 2009. — 259 с. : ил., табл. ISBN 978-5-93530-266-5
- Философский контекст науки и техники : сборник научных трудов / М-во образования и науки Российской Федерации, Федеральное агентство по образованию, Гос. образовательное учреждение высш. проф. образования «Нижегородский гос. архитектурно-строит. ун-т»; [ред. Н. А. Воронова]. — Нижний Новгород : ННГАСУ, 2009. Вып. 3 / [редкол.: Зеленов Л. А., Грязнова Е. В.]. — 2010. — 211 с. : ил. ISBN 978-5-87941-703-6
- Законы физкультурной сферы общества : Тринадцатая международная нижегородская ярмарка идей : 38 Академический симпозиум / Нижегородский гос. архитектурно-строит. ун-т [и др. ; редкол.: Зеленов Л. А. (пред.) и др.]. — Нижний Новгород : Издатель Гладкова О. В., 2010. — 176 с. : ил., табл. ISBN 978-5-93530-304-4
- Философский контекст науки и техники : сборник научных трудов / М-во образования и науки Российской Федерации, Федеральное агентство по образованию, Гос. образовательное учреждение высш. проф. образования «Нижегородский гос. архитектурно-строит. ун-т»; [ред. Н. А. Воронова]. — Нижний Новгород : ННГАСУ, 2009. Вып. 5 / [редкол.: Л. А. Зеленов, Е. В. Грязнова]. — 2012. — 153 с. : ил., табл. ISBN 978-5-87941-814-9

## Поэзия
- Зеленов Л. А. Поиск : Стихотворения. — Н. Новгород : Изд. Гладкова О. В., 2003. — 76 с.